# لجنة تحرير سبتة ومليلية

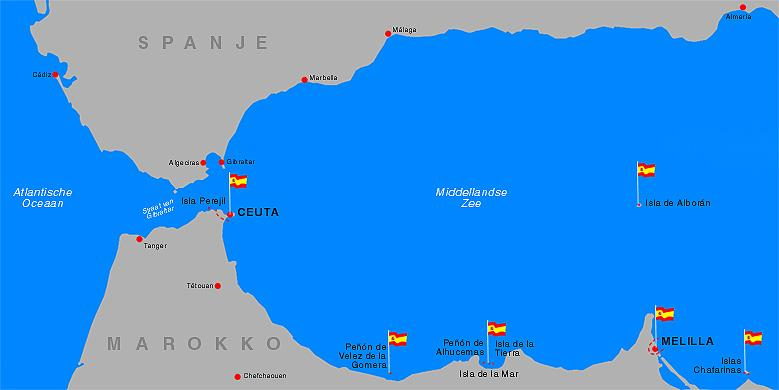
أفريقيا الإسبانية.

لجنة تحرير سبتة ومليلية هي منظمة مغربية وحدوية كان هدفها «استعادة مدينتي سبتة ومليلية المغربيتين». قد استند منشؤوها إلى مصطلح المغرب الكبير.

## التاريخ
تأسست لجنة تحرير سبتة ومليلية من قبل أعضاء دافعوا عن فكرة المغرب الكبير الوحدوية. أرادوا تنفيذها في أسرع وقت ممكن من خلال الإجراءات السريعة والتأثير الإعلامي. من أشهر أعمال اللجنة محاولة دخول جزيرة قميرة.
نُفذت معظم عمليات اللجنة على الحدود بين إسبانيا والمغرب في مليلية، حيث اشتبك أعضاء اللجنة على عدد من أفراد الشرطة الإسبانية. غرمت السلطات المغربية زعيمها وعدد من نشطاء المنظمة بسبب هذه الحوادث. ينتمي بعض أعضاء المنظمة إلى الحزب المغربي الليبرالي.

## حلها
حُلت اللجنة في 16 يونيو 2014 بسبب عدم وجود دعم من الشعب المغربي بحسب أعضائها. واتهم زعيمها الحكومة المغربية بالنفاق وطلب من إسبانيا العفو عن أفعالها.